# Alai (Tebing Tinggi Barat)
Alai is een bestuurslaag in het regentschap Kepulauan Meranti van de provincie Riau, Indonesië. Alai telt 2457 inwoners (volkstelling 2010).